# Rüßdorf
Rüßdorf ist ein Teil von Waltersdorf in der Landgemeinde Mohlsdorf-Teichwolframsdorf im Landkreis Greiz in Thüringen.

## Geographische Lage und Verkehr
Rüßdorf liegt in einem Bogen der Weißen Elster zwischen Waltersdorf und Wildetaube östlich der Eulamühle. In diesem Elsterbogen befinden sich die „Rüßdorfer Alpen“, ein beliebtes Wanderziel. Per Fahrzeug ist Rüßdorf von Waltersdorf aus über den Mühlberg, eine schmale asphaltierte Straße, zu erreichen. Vor dem Ortseingang quert der Weg die Weiße Elster über eine neu gebaute Brücke. Der vorherige Bau wurde 2013 infolge des schweren Hochwassers zerstört. Südwestlich des Orts verläuft die Bahnstrecke Gera Süd–Weischlitz durch den Rüßdorfer Tunnel.

## Geschichte

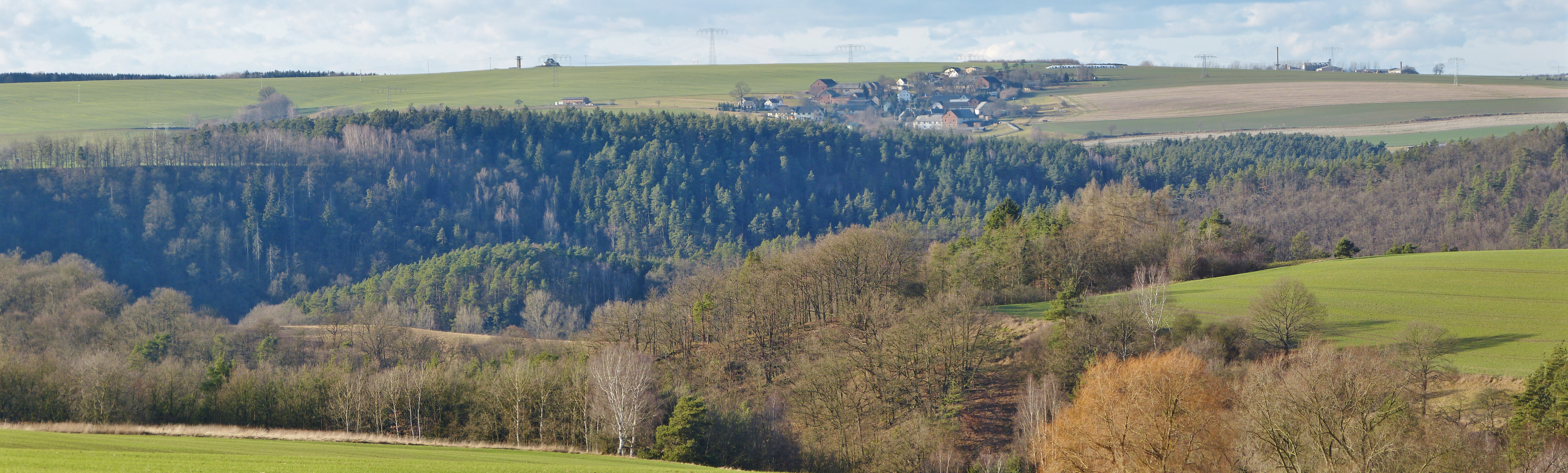
Hügel der „Rüßburg“ im größten Mäander der Weißen Elster.

Am 4. Oktober 1209 wurde Rüßdorf erstmals urkundlich erwähnt. Bei Rüßdorf befand sich die Rüßburg. Die alte Burgstelle einer Fliehburg ist noch an ihrer Oberflächengestalt zu erkennen.
Sie lag auf dem westlichen Hochufer der Elster und wurde schon von den Slawen angelegt. Im späten Mittelalter wurde der vorgelagerte Burgplatz befestigt. Dort entstand dann Rüßdorf.
Die eigentümliche Befestigungsanlage wird „altes Schloß“, „Rüßburg“  oder „Perfert“ genannt.
Hier gefundene Scherben zeigen (ebenso wie beim Burgstall Staitz) zahlreich Kragenränder mit meist hohen und breiten Kragen, aber auch Dornprofile, selten nur Lippenprofile. Es waren ziegelfarbene Scherben. Stürzendeckel, Schälchen, geschlitzte und kannelierte gerippte Bandhenkel und Kacheln wurden gefunden. Auf drei blaugrauen Bodenstücken erscheinen zwei Radkreuze und ein Ring als sogenannter Bodenstempel (im Bestand des Museums Greiz). Der „Ringgraben“ umschließt U-förmig eine nur kleine Fläche der Hochebene auf dem Berg in der Elsterschleife und ragt bis an den Steilhang des Berges heran. Insofern ähneln sich die Befestigungsanlagen von Staitz und „Rüßburg“ etwas.
Das sich im Ort entwickelnde Gut gehörte meist zum Rittergut in Waltersdorf. Die Besitzer wechselten bis zur Familie Poser, die bis zur Enteignung 1945 das Gut besaß.